# 江ノ島 Southern All Stars Golden Hits Medley
『江ノ島 Southern All Stars Golden Hits Medley』（えのしま サザンオールスターズ ゴールデンヒッツメドレー）は、Z団名義で発売されたサザンオールスターズのリミックス・アルバム。CD盤は1993年9月8日発売、LP盤が1993年8月21日に先行発売。発売元は「江ノ島レコード」と表記されるがビクターエンタテインメントである。

## 背景・制作
「勝手にシンドバッド」から「エロティカ・セブン」（事実上は同時発売の「素敵なバーディー (NO NO BIRDY)」まで）発売までの楽曲の中から、30曲を選出し1曲17分超のメドレーになっている。作詞および作曲の名義は“X”となっているが、作詞やほとんどの作曲は桑田佳祐によるものである。メドレーは1984年のアルバム『人気者で行こう』収録曲の「Dear John」のイントロから始まり、1982年のシングル「チャコの海岸物語」のイントロ前の自然音で終わる。最初の数秒はそのまま収録されているため、イントロとしては途中まで聴かないと聞き分けが付かなくなっている。基本的にボーカルはいじらず、演奏テンポやタイミングや演奏に関してリミックスがされている。ただし一部の曲については桑田の声にもリミックスをかけている。なお、桑田の「スタンド、アリーナ!カモン!」というセリフは楽曲に収録されているものではないため、ライブの音源なのか新たに桑田が吹き込んだものなのかは不明である。幅広い楽曲や様々なタイプの曲が含まれている。当然ほとんどの曲は桑田ボーカルだが、1980年のアルバム『タイニイ・バブルス』収録曲の「私はピアノ」のみ原由子ボーカルである（この曲には原は作詞作曲には関与していない）。また、本作には映画『稲村ジェーン』のサウンドトラックに使用された稲村オーケストラ名義の楽曲『希望の轍』が使用されており、このことから本曲がサザンオールスターズ名義の作品であるという認識を補強した。稲村オーケストラ名義の楽曲は2曲収録されたが、桑田のソロ作品などは収録されていない。作詞・曲の実際は作詞が桑田佳祐、作曲は桑田佳祐、桑田佳祐・八木正生、英語補作詞はTommy Snyderである。

## リリース
収録時間や、収録曲数が1曲のみという形式上オリコンチャートではシングル扱いとなっている。邦楽（J-POP）ではシングルは当時8cm盤が主流であり、マキシシングル（洋楽では一般的）は珍しいものであった。追って2000年頃からJ-POPでもマキシシングルが主流となった。
また、CD盤発売より先に、8月21日にLP盤が発売されている。CT盤も発売されているが、2015年現在は廃盤である。また、LP・CT共にA面とB面があるが、メドレー曲のため区切るわけにも行かないため、当然ながら片面に丸々1曲収録されている。内容はA面、B面共に同一といった形になっている。
カラオケでは第一興商の『DAM』やエクシングの『JOYSOUND』にも配信されており（ただしBB cyber DAM以降の機種に限る）、1曲としてはかなり長いものとなっている。

## 受賞
- 第8回日本ゴールドディスク大賞
  - アルバム賞・企画部門

## チャート成績
本作はオリコンチャートでは初登場2位を記録し、累計90万枚（オリコン調べ）を記録した。

## 設定
サザンオールスターズのマスター音源を手に入れたとするZ団が、セルフプロデュースでサザンオールスターズの1978年のデビューから1993年までの楽曲を選出し、メドレーにリミックスしたと設定された作品である。
本作の発売元は『江ノ島レコード』となっているが、ビクターエンタテインメントの企画商品であり、実際には同社からの発売である。当時既にサザンオールスターズの作品は全て専用レーベルであるタイシタレーベルからのリリースになっており、タイシタマークと呼ばれるオリジナルロゴが掲示されるが、本作では掲示されていないため、本企画には桑田佳祐を始めとするサザンオールスターズのメンバーは関与していないことを意味する。
Z団はメンバーなどについて一切発表されていないため、誰が関わっていたかや計何人いるかなども不明である。サザンオールスターズにアレンジャーとして関わっていた人物、すなわち角谷仁宣、根岸孝旨、小林武史、藤井丈司などがいたのではないかと言われる（斎藤誠は共同プロデュース、アレンジで参加したと公式に発表されている）。

## 装幀
ジャケットは1982年のアルバム『NUDE MAN』のジャケットを拡大、人物の下半身部分をトリミングしてフォントのみ少しアレンジしたものである。ちなみに本来の地名である“江ノ島”の正式名称は“江の島”である。
ジャケット内部は通常のCDではライナーノーツが収められるが、本作ではイラストが書かれているのみである。『LOVE PEACE!! LOVE MUSIC!!』や『LOVELY ISLAND』と書かれた島（江の島）の灯台から、マンガの噴出しのように『Standoooh!! Areeena C'moooon』と記されている。

## 収録曲
江ノ島 〜Southern All Stars Golden Hits Medley
（作詞・作曲:X）

### 使用曲
カッコ内はボーカルトラック以外の部分のみが使用されている曲。
1. (Dear John)
2. 勝手にシンドバッド
3. （そんなヒロシに騙されて）
4. (MY FOREPLAY MUSIC)
5. ミス・ブランニュー・デイ
6. （そんなヒロシに騙されて）
7. ネオ・ブラボー!!
8. エロティカ・セブン
9. (Big Star Blues)
10. チャコの海岸物語
11. Big Star Blues
12. 匂艶 THE NIGHT CLUB
13. 君だけに夢をもう一度
14. 匂艶 THE NIGHT CLUB
15. （マチルダBABY）
16. ボディ・スペシャルII
17. マチルダBABY
18. 私はピアノ
19. （ボディ・スペシャルII）
20. （祭りはラッパッパ）
21. 勝手にシンドバッド
22. シャ・ラ・ラ
23. Oh! クラウディア
24. いとしのエリー
25. 夕方 Hold On Me
26. 愛は花のように
27. 夏をあきらめて
28. C調言葉に御用心
29. 希望の轍
30. 真夏の果実
31. Ya Ya (あの時代を忘れない)
32. 涙のキッス
33. シュラバ★ラ★バンバ
34. （私はピアノ、エロティカ・セブン）
35. Bye Bye My Love (U are the one)
36. 思い過ごしも恋のうち
37. いなせなロコモーション
38. みんなのうた
39. CHRISTMAS TIME FOREVER
40. （チャコの海岸物語）